# The Way Up
The Way Up är ett musikalbum med Pat Metheny Group, utgivet 2005. Albumet består av en 68 minuter lång låt, som är indelad i fyra delar. Den bygger vidare på konstellationen från Speaking of Now med Cuong Vu på trumpet och Antonio Sanchez på trummor, och en ny medlem, Grégoire Maret på munspel. Richard Bona medverkar även på sång i mitten av Part Three.
Låten är genomkomponerad men lämnar utrymme för solo och improvisation, i Part One framförallt av gitarr men också piano och trumpet, i Part Two av gitarr och trumpet samtidigt, och senare munspel. En del i Part Two är helt improviserad av Lyle Mays på piano.
Kompositionen är inspirerad av Steve Reich med ett entonsostinato som återkommer under hela låten och en repetitiv del i slutet av Part Two.

## Uppdelning
Musiken är skriven av Pat Metheny och Lyle Mays.
- Opening – 5:17
- Part One – 26:27
- Part Two – 20:30
- Part Three – 15:54

## Återkommande teman
Låtens tema bygger på tre toner (1,7,5) som presenteras i början av Opening, och senare en mollvariant i början av Part One. Ett annat nämnvärt tema är det som spelas på slidegitarr i Opening, munspel i Part Two och sjungs i Part Three.

## Tempon
Låten är uppbyggd på ett tempo som ligger runt 160, som spelas med triolfeeling (Opening, mitten av Part Two) eller rakt (mitten av Part One, början av Part Three). Utifrån detta kommer en del andra tempon, till exempel 120 (början av Part One) eller 140 (början av Part Two). Dessa varierar dock lite under låtens gång.

## Medverkande
- Pat Metheny – akustisk gitarr, elgitarr, syntgitarr
- Lyle Mays – piano, keyboard
- Steve Rodby – bas, cello
- Cuong Vu – trumpet, sång
- Grégoire Maret – munspel
- Antonio Sanchez – trummor
- Richard Bona – sång, slagverk
- Dave Samuels – slagverk

## Listplaceringar
| Lista (2005)  | Topplacering |
| ------------- | ------------ |
| Sverige       | 40           |
| Italien       | 11           |
| Tyskland      | 29           |
| Frankrike     | 61           |
| Nederländerna | 68           |
| Spanien       | 79           |
| Belgien       | 84           |